# Cançó d'amor i de guerra
Cançó d'amor i de guerra és una sarsuela catalana en dos actes, que es va estrenar el 16 d'abril de 1926 al Teatre Nou (Avinguda del Paral·lel) de Barcelona i es va convertir en el primer gran èxit del compositor valencià Rafael Martínez i Valls. El text és de Lluís Capdevila i Víctor Mora.
Creada l'any 1926 en plena dictadura de Primo de Rivera, es titulà inicialment "Els soldats de l'ideal", però la situació política feu que l'obra es prohibís abans de l'estrena. Sembla que aquest nom (la "ideal" era la revolució republicana francesa) no va agradar gens al governador civil, el general Milans del Bosch, i en una reunió presidida per ell mateix, els autors de la sarsuela van decidir de canviar-ne el nom pel que ara coneixem.
Després de la guerra civil va ser prohibida però, malgrat tot, va ser una de les obres de teatre en català que més aviat va aconseguir de poder-se representar.

## Argument
L'acció es desenvolupa en una farga situada en un poble indeterminat del Vallespir, l'any 1793, en plena Revolució Francesa. L'argument de l'obra se centra en la història d'amor entre dos joves, l'Eloi i la Francina, que veuen com els seus destins se separen a causa d'un inesperat infortuni, ja que el fill del batlle Ridau es proposa com a objectiu de maridar-se amb Francina costi el que costi.
D'aquesta manera la trama principal descobreix les disputes i contrarietats que es produeixen dins aquest triangle amorós, alhora que il·lustra l'agitat moment històric que convulsava la França de final del segle xviii.

## Discografia
- La sarsuela catalana: les nostres veus retrobades, vol. 17, Cancó d'amor i de guerra amb Tana Lluró, Emilio Vendrell, Pablo Gorgé, Josep Llimona, Albert Cosin, reedició en CD del 2000 del disc històric d'Aria Recordings.[1]
- 1926 (Odeón), amb Tana Lluro i Emili Vendrell.[2]
- 1930 (Regal), amb Josefina Bugatto i Ignasi Cornadó, dirigits per R. Lamote de Grignon.[2]
- 1956 (Alhambra) amb Lina Richarte, Amadeu Casanovas i Manuel Ausensi; Coral Sant Jordi, dirigida per Oriol Martorell; Orquestra Simfònica, dirigida per Ricard Lamote de Grignon.[2]
- 1974 (Columbia), amb Montserrat Caballé, Josep Carreras i Vicent Sardinero; Orfeó Gracienc, dirigit per Antonio Pérez Simó; i Orquestra Simfònica de Barcelona, dirigida per Antoni Ros-Marbà.[2]
- 2017 (Musica Global), amb Marta Mathéu, Roger Padullés, Toni Marsol, Ricard Sabata, Laura Escudé, Simfònica de Cobla i Corda, Coral Polifònica de Puig-reig. Direcció musical: Francesc Cassú[3]